# T-12
T-12 je bio torpedni brod u sastavu jugoslavenske kraljevske ratne mornarice. 

## Povijest
Porinut je 10. rujna 1906. u Trstu kao SM Wal.
1920-te prelazi u sastav JKRM gdje dobiva oznaku T-12.